# Desa Sukajadi (administrativ by i Indonesien, Banten)
Desa Sukajadi är en administrativ by i Indonesien.   Den ligger i provinsen Banten, i den västra delen av landet, 140 km väster om huvudstaden Jakarta.